# Opowieści weekendowe: Linia opóźniająca
Opowieści weekendowe: Linia opóźniająca – polski film obyczajowy z roku 1997 w reżyserii Krzysztofa Zanussiego.

## Fabuła
Paweł, realizator popularnego talk-show, zgadza się na udział w swoim nowym programie przypadkowo poznanego człowieka. Audycja jest transmitowana na żywo. W czasie emisji gość wywołuje skandal, podważając dorobek i pozycję znanego naukowca. Paweł musi zadecydować, czy przerwać program, czy też pozwolić mężczyźnie kontynuować, tym bardziej że przedstawia całkiem sensowne argumenty.

## Obsada
- Bartosz Opania – Paweł
- Tadeusz Bradecki – lekarz
- Krzysztof Luft – Leszek
- Monika Kwiatkowska – Agata
- Henryk Boukołowski – profesor
- Karol Strasburger – konferansjer
- Jacek Kadłubowski – koniuszy
- Andrzej Deskur – dźwiękowiec
- Agnieszka Warchulska –  piosenkarka
- Jacek Domański -	kierownik produkcji
- Zofia Perczyńska – sąsiadka
- Marek Frąckowiak – policjant
- Dariusz Kurzelewski – kierownik planu
- Stanisław Łowicki – człowiek guma
- Krzesimir Dębski – akompaniator